# AN/APG-80

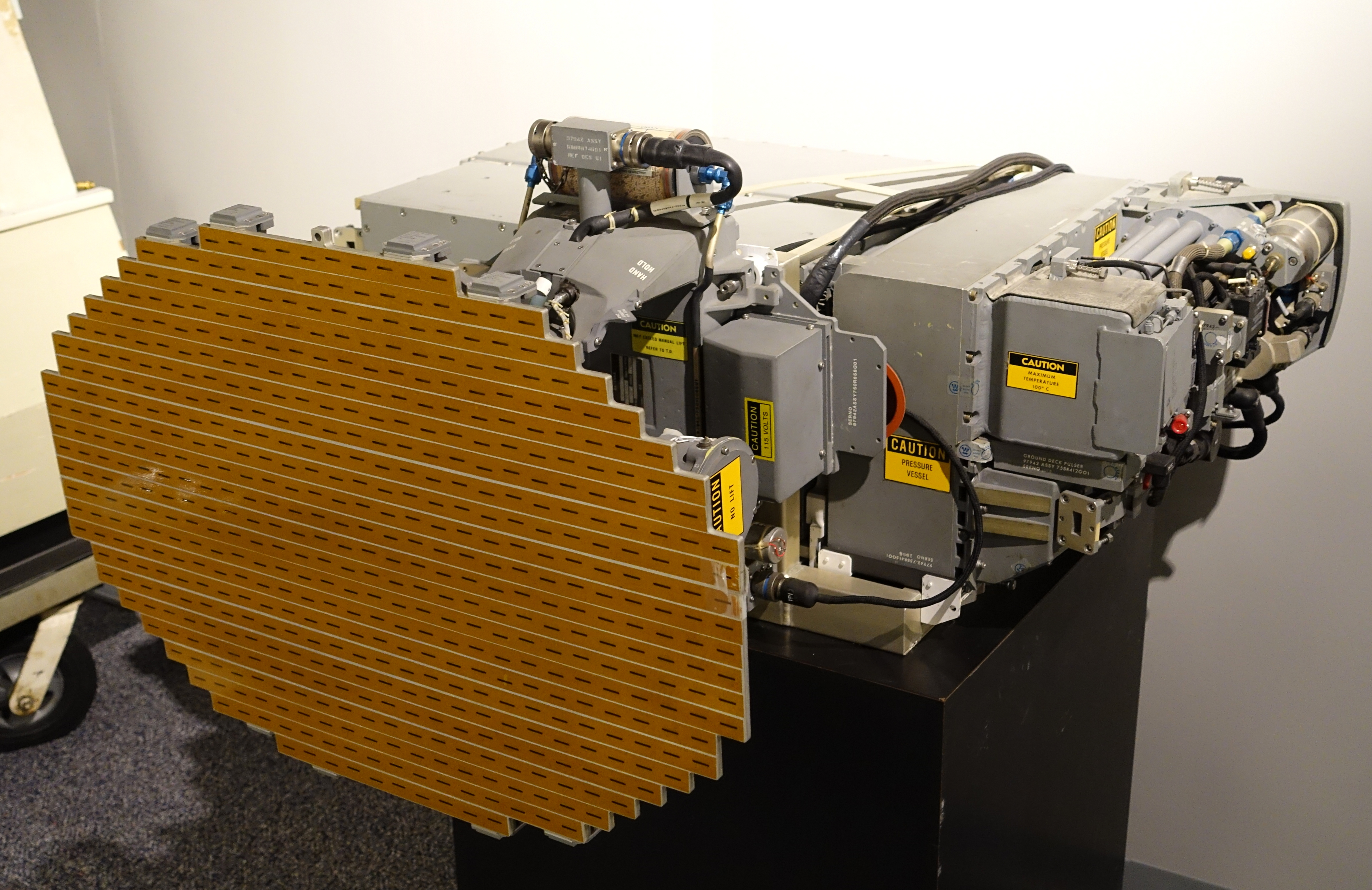
Radar AN/APG-68 ubicado en el National Electronics Museum, Maryland, Estados Unidos.

El AN/APG-80 es un radar activo de barrido electrónico (AESA) diseñado y fabricado por Northrop Grumman para uso en los aviones de combate Lockheed Martin F-16 Fighting Falcon. Originalmente fue diseñado para ser incluido en los aviones F-16C/D Desert Falcon bloque 60 ordenados por los Emiratos Árabes Unidos y posteriormente fue también incluido en el F-16E/F bloque 60 estadounidense; las primeras entregas se hicieron en 2003.

## Características
El sistema AN/APG-80 es descrito como "haz ágil" y puede realizar búsqueda y seguimiento aire-aire, adquirir objetivos aire-tierra y seguimiento terrestre simultáneamente para múltiples objetivos. Como las tecnologías de un sistema AESA utiliza la cuarta generación NG transmisor/receptor, tiene una mayor fiabilidad y el doble de durabilidad, que los sistemas de radar de barrido mecánico como el AN/APG-68.

## Desarrollo
Los Emiratos Árabes Unidos financiaron los 3 mil millones de dólares de coste del desarrollo del bloque 60, incluyendo el AN/APG-80, que es el núcleo operacional de la aeronave. Según informes de prensa citados por Flight International, esta es "la primera vez que Estados Unidos ha vendido un avión mejor al extranjero que a sus propias fuerzas aéreas". La evaluación del desarrollo de vuelo se realizó en aeronaves NG muy modificadas en el banco de pruebas BAC 1-11, con sede en Baltimore.